# Presidente de Botswana
O Presidente da República de Botswana é o chefe de Estado e o chefe de governo do Botsuana, bem como o comandante-chefe das forças armadas, de acordo com a Constituição do Botsuana. Sir Seretse Khama foi primeiro-ministro de 1965 a 1966, porém mais tarde tornou-se presidente do Botsuana e, em 2024, não houve nenhum primeiro-ministro desde então.

## Mandato
O presidente é eleito para um mandato de cinco anos que decorre simultaneamente com o mandato da Assembleia Nacional. Em 1997, Quett Masire criou o limite de mandato presidencial do Botsuana. O mandato da presidência foi limitado a um total de 10 anos (equivalente a dois mandatos completos), sucessivos ou separados. O primeiro presidente a quem os limites de mandato se aplicaram foi Festus Mogae em 2008. Cada presidente recebe uma pensão garantida.

## Eleição
O presidente é eleito pelos membros da Assembleia Nacional após uma eleição geral. Todos os candidatos à Assembleia Nacional declaram quem apoiam para presidente quando apresentam os seus documentos de nomeação, enquanto o candidato que recebe a maioria dos apoios dos membros eleitos da Assembleia Nacional é automaticamente eleito. Se nenhum candidato receber a maioria dos apoios, a Assembleia elege o presidente por maioria simples, antes de cooptar os membros especialmente eleitos. Se nenhum presidente for eleito após três votações, ou se o presidente determinar que nenhum candidato tem apoio suficiente para ser eleito, a legislatura é automaticamente dissolvida. Na prática, o presidente é o líder do partido maioritário na Assembleia.

## Presidentes do Botsuana (1966–presente)
Partidos políticos
Símbolos
†  Died in office
| No. | Portrait | Name (Birth–Death)            | Elected             | Term of office    | Term of office  | Term of office     | Political party (Coalition) |
| No. | Portrait | Name (Birth–Death)            | Elected             | Took office       | Left office     | Time in office     | Political party (Coalition) |
| --- | -------- | ----------------------------- | ------------------- | ----------------- | --------------- | ------------------ | --------------------------- |
| 1   |          | Seretse Khama (1921–1980)     | 1965 1969 1974 1979 | 30 September 1966 | 13 July 1980[†] | 13 anos e 287 dias | BDP                         |
| 2   |          | Quett Masire (1925–2017)      | 1984 1989 1994      | 18 July 1980      | 31 March 1998   | 17 anos e 256 dias | BDP                         |
| 3   |          | Festus Mogae (born 1939)      | 1999 2004           | 1 April 1998      | 1 April 2008    | 10 years           | BDP                         |
| 4   |          | Ian Khama (born 1953)         | 2009 2014           | 1 April 2008      | 1 April 2018    | 10 years           | BDP                         |
| 5   |          | Mokgweetsi Masisi (born 1961) | 2019                | 1 April 2018      | 1 November 2024 | 6 anos e 214 dias  | BDP                         |
| 6   |          | Duma Boko (born 1969)         | 2024                | 1 November 2024   | Incumbent       | 139 dias           | BNF (UDC)                   |